# Triplodia abdita
Triplodia abdita is een slangster uit de familie Amphiuridae.
De wetenschappelijke naam van de soort werd in 1970 gepubliceerd door Ailsa McGown Clark.